# Wallops Flight Facility
La Wallops Flight Facility (WFF) è principalmente una base di lancio per razzi operata dal Goddard Space Flight Center della National Aeronautics and Space Administration (NASA). La WFF dispone inoltre di strumentazioni complete per il lancio di oltre una dozzina di razzi sonda, razzi di dimensioni ridotte e palloni aerostatici tutti equipaggiati con apparecchiature scientifiche per la ricerca astronomica e atmosferica.

## Posizionamento
La base centrale della WFF si trova sulla costa a est della Virginia, USA, sull'isola di Wallops presso la penisola Delmarva a circa 8 km dalla città di Chincoteague, a circa 140 km da Norfolk sempre in Virginia e a 64 km da Salisbury in Maryland. La base nel complesso si articola su tre territori distinti che sommati coprono 25 km2.